# Crepis sibthorpiana
Crepis sibthorpiana ist eine Pflanzenart aus der Familie der Korbblütler (Asteraceae). Sie ist zu Ehren des Botanikers John Sibthorp benannt.

## Beschreibung
Crepis sibthorpiana ist ein ausdauernder Schaft-Hemikryptophyt, der Wuchshöhen von 3 bis 12 Zentimeter erreicht. Der Stängel besitzt kurze, sparrige, kräftige Verzweigungen. Die Grundblätter sind 20 bis 60 Millimeter lang und tief schrotsägeförmig-leierförmig, ihr Endabschnitt ist groß. Die Hülle ist 8 bis 11 Millimeter lang, kurz und dicht graufilzig. Die äußeren Hüllblätter erreichen bis zu einem Drittel der Länge der inneren Hüllblätter. Die Außenseite der Zungenblüten ist rötlich-purpurn gefärbt. Die Früchte sind 3 bis 5,5 Millimeter lang, braun und weisen 10 gleiche Rippen auf.
Die Blütezeit reicht von Juni bis September.
Die Chromosomenzahl beträgt 2n = 8.

## Vorkommen
Crepis sibthorpiana ist auf Kreta in den Regionalbezirken Chania und Rethymno endemisch. Die Art wächst hier in den Lefka Ori und im Ida-Gebirge auf steinigen und felsigen Kalkböden, auf Schutthalden und in Dolinen in Höhenlagen von 1000 bis 2450 Meter.